# Аргентинская национальная обсерватория
Аргентинская национальная обсерватория — астрономическая обсерватория, основанная в 1871 году в городе Кордова, провинция Кордова, Аргентина. В 1942 году на базе обсерватории была создана Астрофизическая станция Боске-Алегре. С 1955 года обсерватория входит в состав Национального университета Кордовы. Так же обсерватория носит название Кордовская астрономическая обсерватория.

## Руководители обсерватории
- 1871-1885 - Гулд, Бенджамин Апторп
- 1885-1908 - es:John Macon Thome
- 1908-1909 - Eleodoro Sarmiento
- 1909-1936 - Перрайн, Чарлз Диллон
- 1936-1937 - es:Félix Aguilar
- 1937-1940 - Juan José Nissen
- 1940-1947 - es:Enrique Gaviola
- 1947-1951 - Ricardo P. Platzeck
- 1951-1953 - es:Jorge Bobone
- 1953-1955 - Jorge Sahade
- 1955-1956 - es:Jorge Bobone
- 1956-1957 - es:Enrique Gaviola
- 1957-1960 - Livio Gratton
- 1960-1971 - Jorge Landi Dessy
- 1971-1972 - es:José Luis Sérsic
- 1972-1973 - Luis Ambrosio Milone
- 1973-1976 - Roberto Félix Sisteró
- 1976 - Carlos R. Fourcade
- 1976-1982 - Luis Ambrosio Milone
- 1982-1983 - es:José Luis Sérsic
- 1984-1995 - Gustavo J. Carranza
- 1995-1998 - Juan José Clariá Olmedo
- 1998-2002 - Gustavo J. Carranza
- 2002-2005 - Luis Ambrosio Milone
- c 2005 года - Emilio Lapasset

## История обсерватории
Аргентинская национальная обсерватория была основана 24 октября 1871 года аргентинским президентом Доминго Фаустино Сармьенто и американским астрономом Бенджамином Гулдом. Сейчас обсерватория носит название астрономической обсерватории Кордовы. С созданием данной обсерватории начинается история астрономических исследований в Аргентине.
Когда будущий президент Доминго Ф. Сармьенто представлял свою страну в Соединённых Штатах Америки, он имел возможность встретиться с астроном-новатором Бенджамином Гулдом, который был очень заинтересован в путешествии в Аргентину с целью изучения звезд южной полусферы. После вступления в должность президента Аргентины Сармьенто в 1869 году пригласил в свою страну выдающегося астронома для обеспечения условий создания новой обсерватории. Гулд приехал в Буэнос-Айрес в 1870 году и в первую же ночь начал наблюдения ещё невооруженным глазом, а затем с помощью бинокля. На основе этих простейших наблюдений он составил карту южного неба из 7000 звезд под названием «Uranometría Argentina».
5 июля 1942 года начала работать «Астрофизическая станция Боске-Алегре» («Estación Astrofísica de Bosque Alegre» или es:Estación Terrena Bosque Alegre), расположенная в 40 км западнее города Кордова. Данная обсерватория получила код Центра малых планет «821». Основной телескоп данной обсерватории является 60 дюймовый рефлектор (154-см), созданный в Кливленде, штат Огайо, США в 1922 году, а 20-метровый купол для данного инструмента был построен в 1928 году.

## Инструменты обсерватории
- Меридианный круг (в XIX веке)
- 154-см рефлектор от фирмы «Warner & Swasey» (США), изготовлен в 1922 году, первый свет в 1942 году.

## Направления исследований
- Ранее:

- Создание звездных каталогов
- Фотографические работы
- Открытие и астрометрия астероидов
- Служба времени
- Метеорология - национальная метеорологическая служба была образована из метеорологической службы обсерватории
- Геодезия

- Сейчас:

- Фотометрия (астероидов)
- Спектроскопия

## Основные достижения
- «Uranometría Argentina» - первая работа, опубликованная в обсерватории. Карта южной небесной полусферы с 7000 звезд
- «Catálogo de Zonas» (1884) - каталог 70 000 звезд южной полусферы
- «Argentinian General Catalog» - каталог 35 000 звезд южной полусферы с высокой точностью координат
- «Fotografías Cordobesas» (1897) - один из первых фотографических обзоров звездного неба в мире, и первой для южного полушария
- «de:Córdoba-Durchmusterung» (1908) - каталог, расширивший Боннское обозрение на всю небесную сферу, добавивший около 500 000 звезд.
- Участие в проекте фотографического обзора всего неба «Carte du Ciel»
- Участие в проекте определения астрономической единицы по высокоточным астрометрическим наблюдениям астероида (433) Эрос
- Участие в проекте «Джемини (обсерватория)»
- Совместная работа с обсерваторией Астрономический комплекс Эль-Леонсито
- 2228 астрометрических измерений опубликовано с 1885 по 1986 год по результатам наблюдений на Кордовской астрономической обсерватории (код обсерватории «822»)[1]
- Открытие кометы C/1963 R1 (Перейры)

## Известные сотрудники
- en:John M. Thome
- Z.M. Pereyra

## Адрес обсерватории
- Observatorio Astronómico, Universidad Nacional de Córdoba, Laprida 854, X5000BGR Córdoba, ARGENTINA. Код Центра малых планет «822» - 31°25′15″ ю. ш. 64°11′55″ з. д.HGЯO, высота над уровнем моря 424 метра
- «Астрофизическая станция Боске-Алегре» («Estación Astrofísica de Bosque Alegre»). Код Центра малых планет «821» - 31°35′54″ ю. ш. 64°32′58″ з. д.HGЯO, высота над уровнем моря 1250 метров